# 佩尔·默特萨克
佩爾·梅迪薩卡（德語：Per Mertesacker，德語發音：[ˈpeːɐ̯ ˈmɛʁtəsʔakɐ]，1984年9月29日—），是一名德國退役職業足球員，現任英超球會阿森纳青訓主管。
梅迪薩卡為漢諾威96的青訓球員，2003年11月他首次代表球隊上陣。梅迪薩卡曾連續31場聯賽沒有被出示紅黃牌警告，德國傳媒曾以「防守支柱」（die Abwehrlatte）形容他；而阿仙奴的球迷則以「the BFG」（Big Fucking German）稱呼他，以形容他的高度。梅迪薩卡被形容為一名可信賴、具統治力和有技術的後衛。於2006年轉會至雲達不萊梅後，他贏得1次德国足协杯冠軍，亦曾進入2008–09年欧洲联盟杯的決賽。效力雲達不萊梅的最後兩個賽季，梅迪薩卡於63場聯賽，僅獲得1面黃牌。2011年，他轉會至英格蘭超級足球聯賽球會阿仙奴。
於國家隊方面，梅迪薩卡曾為德國 U20和德國 U21上陣。2004年9月，梅迪薩卡獲時任德國隊領隊克林斯曼徵召，進入10月9日對陣伊朗國家男子足球隊的大軍名單。於20歲生日後兩星期，他首次代表國家隊上陣，在比賽中他後備入替沃恩斯。梅迪薩卡曾代表國家隊參加3屆世界盃足球賽和2屆歐洲國家盃，於2014年贏得世界盃冠軍後，他宣佈從國家隊退役，整個國家隊生涯為德國隊上陣104場。

## 俱乐部生涯

### 漢諾威96
梅迪薩卡出道於漢諾威並於2003年11月1日首度於德甲亮相。自2004年3月份開始，他便奠定了他在漢諾威的正選位置。2005-2006年度球季，梅迪薩卡於最後五週的德甲賽事中攻入了四個頭球，成為一時佳話。他最後以五個入球，成為了當屆德甲入球最多的後防球員。

### 雲達不萊梅
2006年8月8日，雲達不萊梅體育會官方網頁正式宣佈，梅迪薩卡由漢諾威96加盟。雖然轉會費並沒有被公開，但傳媒估計其轉會費用約為500萬歐元。雲達不萊梅的中堅弗蘭克·法倫霍斯特則作為交換籌碼，以免費轉會形式改投漢諾威96旗下。
在07-08球季，雲達不萊梅對陣斯圖加特足球俱樂部的比賽中，梅迪薩卡領到了他職業生涯的第一張紅牌，該場比賽雲達不萊梅以3比6告負，斯圖加特的前鋒馬里奧·高美斯上演了個人帽子戲法。

### 阿仙奴
2011年8月31日在英超夏季最後轉會窗口前，英超傳統強隊阿仙奴以800萬英鎊買入這位後衛，梅迪薩卡將披上前隊長法比加斯的4號球衣。
。

## 國家隊生涯
梅迪薩卡早在2004年被身為教練的奇連士文選入國家隊，是2006年世界盃足球賽德國國家隊正選後防球員，為德國隊奪得了2006年世界盃季軍。
2010年南非世界盃中，梅迪薩卡也入選了國家隊。身形高大的優勢也降低了不少敵方開角球時的威脅性。德國國家隊在那屆世界盃獲得季軍。
2014年世界盃足球賽中，梅迪薩卡再次入選了國家隊，德國國家隊最後奪冠。2014年8月16日，梅迪薩卡宣佈退出國家隊。

## 統計數字

### 國家隊入球
| # | 日期           | 地點                             | 對手     | 入球 | 比數 | 比賽               |
| - | -------------- | -------------------------------- | -------- | ---- | ---- | ------------------ |
| 1 | 2005年6月15日  | 德國，法蘭克福，商業銀行競技場   |          | 2–1  | 4–3  | 2005年洲際國家盃   |
| 2 | 2012年10月16日 | 德國，柏林，柏林奧林匹克體育場   | 瑞典     | 3–0  | 4–4  | 2014年世界盃外圍賽 |
| 3 | 2013年9月10日  | 法羅群島，托爾斯港，脫爾思握盧爾 | 法罗群岛 | 1–0  | 3–0  | 2014年世界盃外圍賽 |
| 4 | 2013年11月19日 | 英國，倫敦，                     | 英格兰   | 1–0  | 1–0  | 友誼賽             |

## 榮譽

### 球會
雲達不來梅
- 德國足協盃：2008-09賽季
- 德國足球協會聯賽盃：2006年

 阿仙奴
- 英格蘭足總盃冠軍：2014年、2015年、2017年
- 英格蘭社區盾 冠軍：2015年、2017年

### 国家队
- 世界杯足球赛冠军：2014年

## 外部連結
- 梅迪薩卡官方網站